# Berné
Berné is een gemeente in het Franse departement Morbihan (regio Bretagne). De plaats maakt deel uit van het arrondissement Pontivy. Berné telde op 1 januari 2022 1.558 inwoners.

## Geografie
De oppervlakte van Berné bedroeg op 1 januari 2022 34,77 vierkante kilometer; de bevolkingsdichtheid was toen 44,8 inwoners per km².

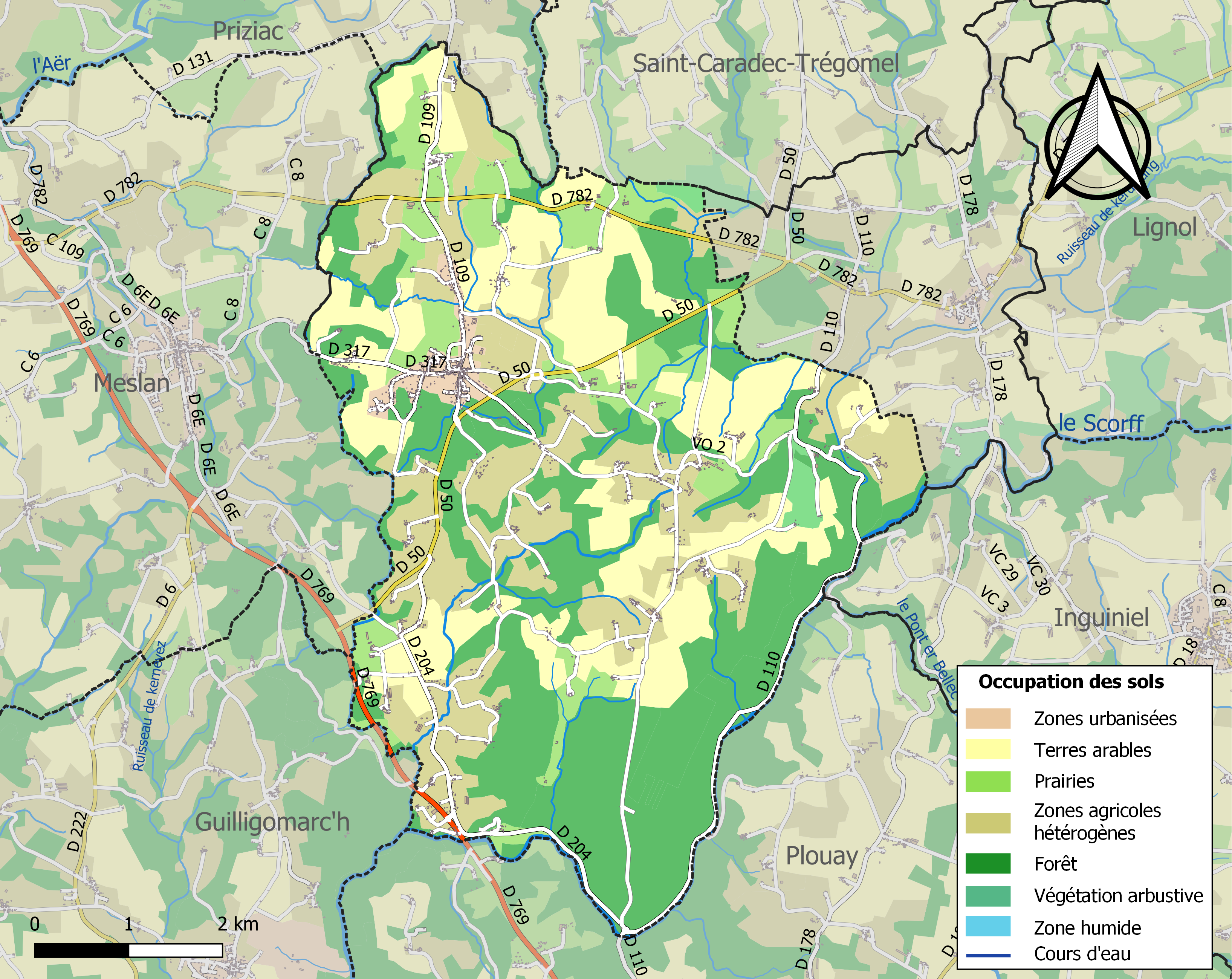
Kaart van de gemeente met de belangrijkste infrastructuur, bodemgebruik en omliggende gemeenten

## Demografie
Onderstaande figuur toont het verloop van het inwonertal (bron: INSEE-tellingen).